# Aufklärungsgeschwader 51 (a. D.)
Das Aufklärungsgeschwader 51 war ein Aufklärungsgeschwader der Bundeswehr  zur bemannten taktischen Luftaufklärung innerhalb der Bundeswehr. Als eines von 3 Traditionsgeschwadern der Luftwaffe trug es den Namen des Jagdfliegers Max Immelmann.

## Geschichte
Am 7. Juli 1959 stellte der erste Inspekteur der Luftwaffe, Generalleutnant Josef Kammhuber, das Aufklärungsgeschwader 51 (AG 51) auf dem Flugplatz Erding in Dienst. Erster Kommodore war Oberstleutnant Walter Grasemann, ein ehemaliger Kampfflieger und Ritterkreuzträger der Wehrmacht. Das AG 51 war für den südlichen Bereich der Bundesrepublik Deutschland und somit den Einsatzbereich der 4. Allied Tactical Air Force (4. ATAF) vorgesehen und wurde der Luftwaffengruppe Süd unterstellt.
Am 5. Mai 1960 erfolgte auf dem Fliegerhorst Manching die Übergabe des ersten direkt der NATO unterstellten Einsatzflugplatzes der Luftwaffe an das Aufklärungsgeschwader 51 in Anwesenheit des Verteidigungsministers Franz Josef Strauß, des Inspekteurs der Luftwaffe, Generalleutnant Kammhuber, und des Kommandierenden Generals der Luftwaffengruppe Süd, Generalmajor Huth.
Am 21. April 1961 erhielt das Geschwader den Beinamen „Immelmann“ (nach Max Immelmann)
Im Jahr 1969 erfolgte die Verlegung des AG 51 nach Bremgarten, wo es bis zu seiner Außerdienststellung am 17. März 1993 verblieb. Der Flugplatz Bremgarten hatte den ICAO-Code EDSG (1990).

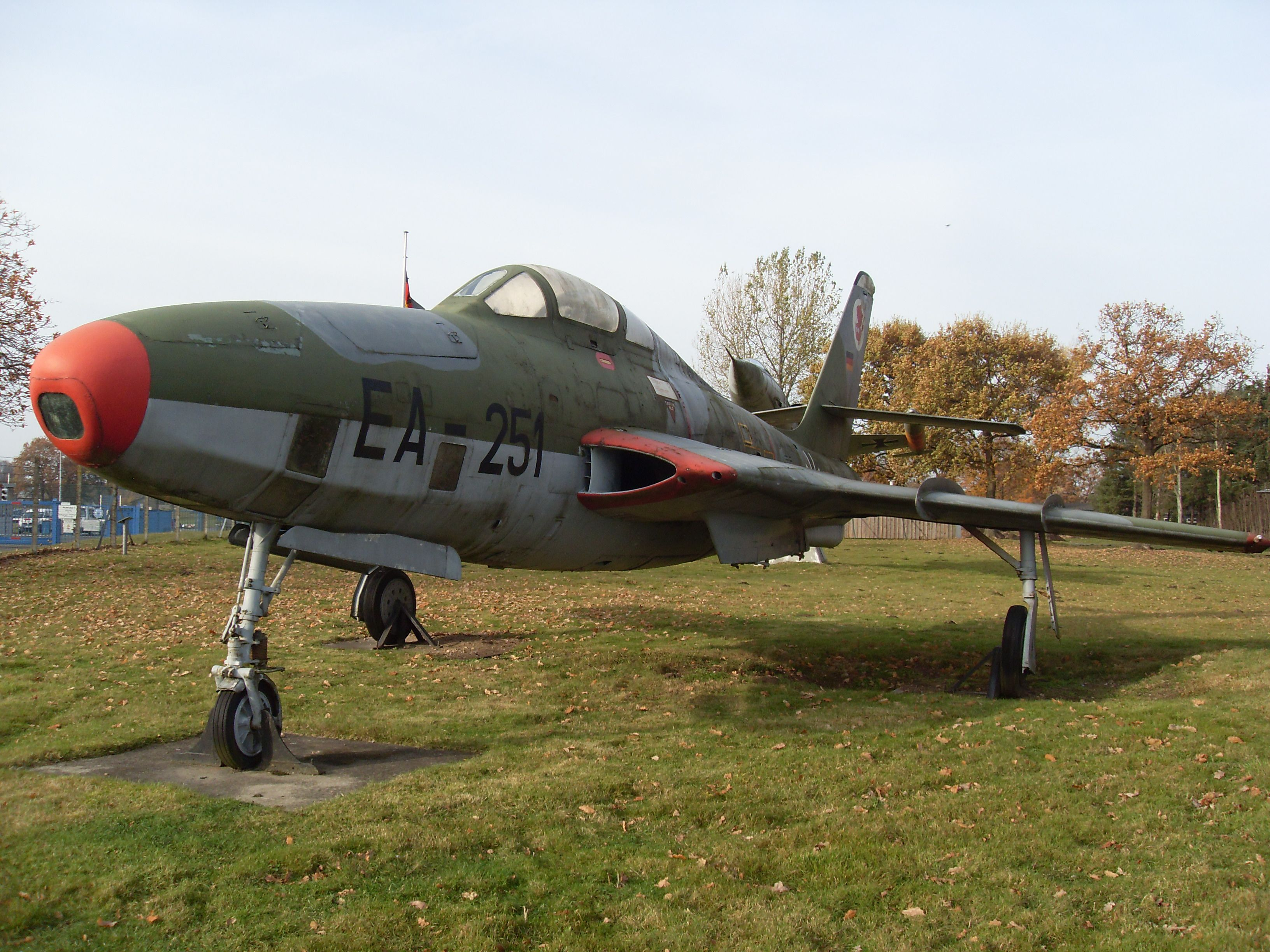
Republic F-84
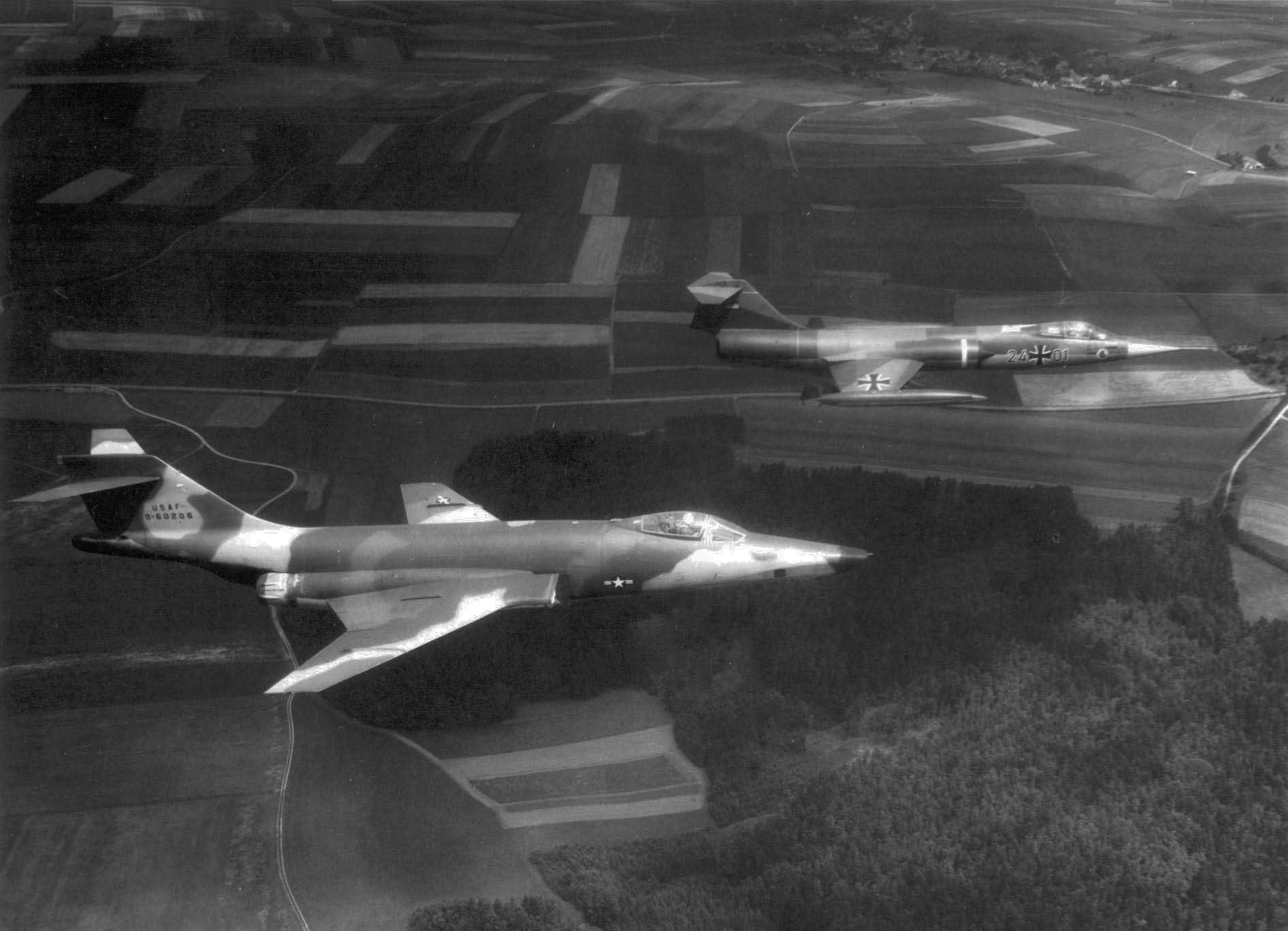
RF-104G
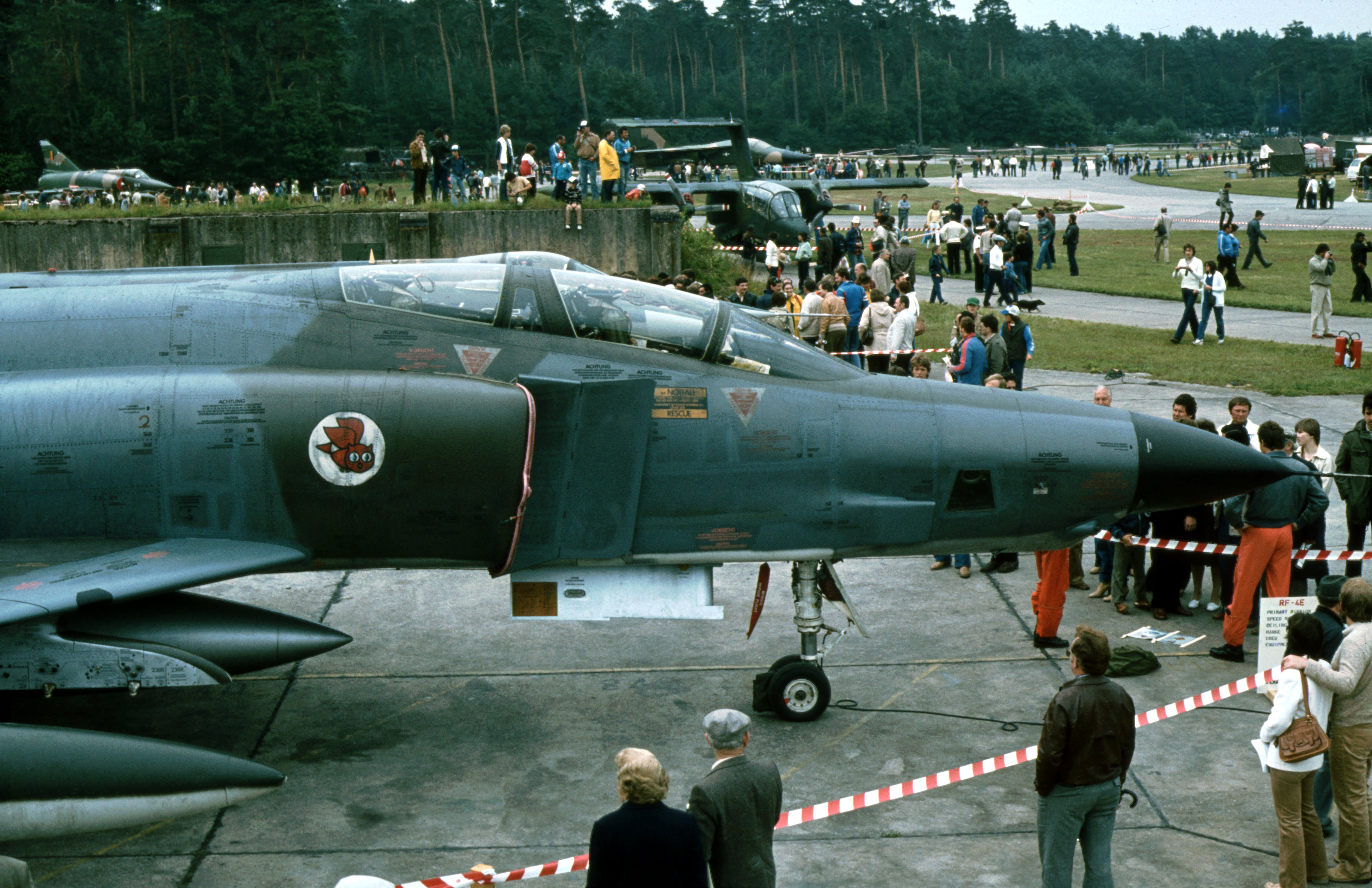
RF 4E Phantom II
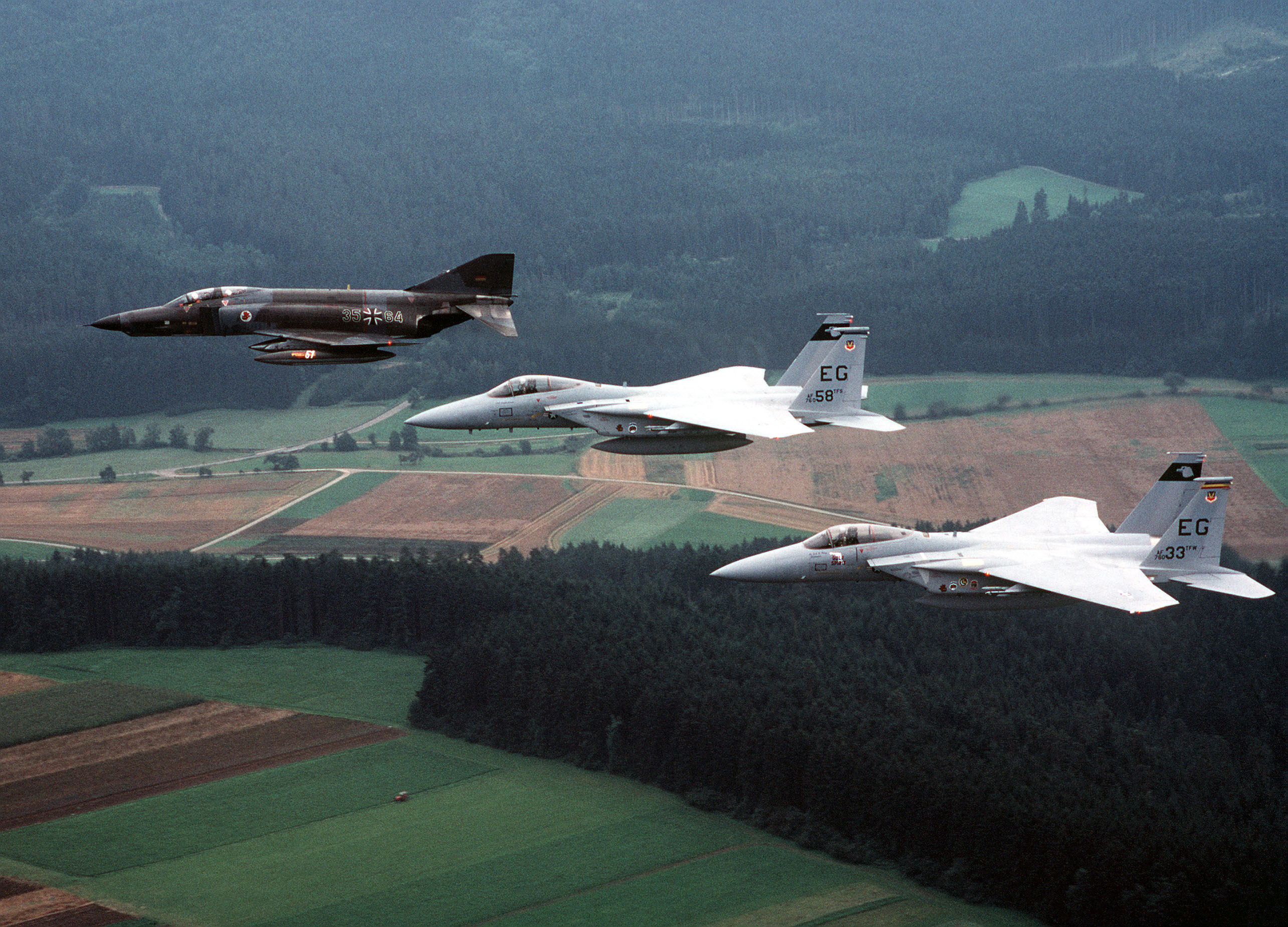
RF-4E AG51

## Eingesetzte Luftfahrzeuge
- 1959 - 1965     Republic RF-84F „Thunderflash“
- 1965 - 1971     Lockheed RF-104G „Starfighter“
- 1971 - 1993    McDonnell Douglas RF-4E „Phantom“

Quelle: 

## Geschwaderführung- und Gliederung

### Die Kommodore
- 1. Mai 1959 – 3. Dezember 1962 Oberst Walter Grasemann
- 3. Dezember 1962 – 31. März 1968 Oberst Bruno Loosen[6]
- 1. April 1968 – 30. September 1972 Oberst Wolfgang Sauer
- 1. Oktober 1972 – 31. März 1977 Oberst Fritz Schade
- 1. April 1977 – 31. März 1980 Oberst Hermann Adam
- 1. April 1980 – 15. Oktober 1981 Oberst Karlheinz Koch
- 16. Oktober 1981 – 31. Dezember 1984 Oberst Manfred Purucker
- 1. Januar 1985 – 31. Dezember 1988 Oberst Ekhard Wienß
- 1. April 1988 – 31. Mai 1990 Oberst Gerhard Back
- 1. Juni 1990 – 31. März 1993 Oberst Uwe Focke

Quelle

### Geschwaderstab
Der Geschwaderstab (auch Stab AG 51) unterstützte den Kommodore und legte die zur Umsetzung des Auftrages erforderlichen Maßnahmen fest. Seine Sachgebiete unterteilten sich in:
S1 – Personalwesen, S2 – Militärische Sicherheit und militärisches Nachrichtenwesen, S3 – Einsatz, Organisation und Ausbildung, S4 – Logistik, S6 – Fernmeldewesen, Datensicherheit.
Das Aufklärungsgeschwader 51 gliederte sich in drei Gruppen: die Fliegende Gruppe, die Technische Gruppe und die Fliegerhorstgruppe.

### Fliegende Gruppe
Der Fliegenden Gruppe gehörten zwei fliegende Staffeln sowie die Flugbetriebsstaffel an. Bei Planung, Steuerung und Überwachung des Flugbetriebs arbeitete der Stab mit den Sachgebieten S1 bis S3 dem Kommandeur Fliegende Gruppe zu. Der Fliegenden Gruppe waren ferner die Geophysikalische Beratungsstelle (Geophys. BSt) zur Wetterberatung der fliegenden Besatzungen und Datenübertragungsstelle Mitte (SLAR DÜStn Mitte) unterstellt.

### Technische Gruppe
Die Technische Gruppe stellte die zum Flugbetrieb erforderlichen Flugzeuge durch Instandsetzung und Instandhaltung bereit. Auch die Versorgung des Geschwaders mit Ersatzteilen, Betriebsstoffen, Bildgeräten, Verpflegung und Bekleidung gehörte zu den Aufgaben der Technischen Gruppe. Für die Wahrnehmung dieser logistischen Unterstützung waren ein Stab und die Instandsetzungsstaffel, die Wartungsstaffel, die Elektronik- und Bildgerätestaffel sowie die Nachschubstaffel zuständig.

### Fliegerhorstgruppe
Die Fliegerhorstgruppe gliederte sich in die Kraftfahrzeugstaffel mit der unterstellen Fahrschule, die Luftwaffensicherungsstaffel und die Luftwaffensanitätsstaffel. Der Kommandeur der Fliegerhorstgruppe war zugleich auch Kasernenkommandant.

## Außerdienststellung und Statistik
Am 17. September 1992 fand im Rahmen eines „LAST CALL“ eine große Abschiedsparty von den fliegenden Verbänden der NATO und befreundeter Staaten statt, am 25. September 1992 folgte die Entlassung des AG 51 aus der NATO-Assignierung durch den Befehlshaber der 4. Alliierten Taktischen Luftflotte, Generalleutnant Pacholke, am 18. Dezember 1992 die Einstellung des Übungsflugbetriebes und am 4. Januar 1993 die Verleihung der Flugsicherheitsurkunde des Inspekteurs der Luftwaffe. Am 16. Februar 1993 verließ das letzte Einsatzflugzeug des Verbandes den Flugplatz Bremgarten und am 17. März 1993 erfolgte die nationale Außerdienststellung mit großem Truppenappell und Zapfenstreich sowie die Übergabe der Truppenfahne an Oberstleutnant Sowada, den Kommodore des „neuen“ Aufklärungsgeschwaders 51 in Jagel.
Vom 1. April 1993 wurde der Dienstbetrieb von einem Nachkommando, ab 1. November 1993 von einem „Restkommando“ durchgeführt und nach dessen Auflösung die restlichen Soldaten, unter Beibehaltung des Dienstortes, dem Verteidigungsbezirkskommando 53 in Freiburg im Breisgau unterstellt. Am 31. August 1994 verließ der letzte Soldat des Verbandes den Flugplatz Bremgarten.

### Verluste (Auswahl)
- 24+14[9] am 19. März 1970, RF-104G Starfighter, OLt. Werner Frey, ausgestiegen.
- 23+93 am 5. Mai 1970, RF-104G Starfighter, OLt. Werner Frey †
- 24+37 am 4. März 1971, RF-104G Starfighter, OLt. Dieter Nickolay, ausgestiegen
- 35+15 am 11. Juli 1977, RF-4E Phantom II, Maj. M. Wassel, Maj. W. Rauch, beide ausgestiegen
- 35+16 am 14. Juli 1977, RF-4E Phantom II, OLt. Werner Stolz, Hptm. Erhard Ziem, Absturz bei Engen, beide †
- 35+45 am 11. April 1979, RF-4E Phantom II, Maj. Volker Richter, Maj. Günter Meidinger, Absturz bei Erlangen, beide †
- 35+27 am 18. März 1985, RF-4E Phantom II, OLt. Erich Siegmann, OLt. E. Quintus, beide ausgestiegen
- 35+81 am 6. Juni 1986, RF-4E Phantom II, Maj. J. Kupsch, Maj. V. Nass, Tiefstflugtraining in Goose Bay, beide ausgestiegen

### Ehemalige Geschwaderangehörige (Auswahl)
- Gerhard Back
- Bruno Loosen
- Erich Siegmann